# البحيرة لتوزيع الكهرباء
شركة البحيرة لتوزيع الكهرباء ، هي شركة حكومية لإنتاج الكهرباء، وتابعة للشركة القابضة لكهرباء مصر.

## الإنتاج
يبلغ إجمالي سعة التحويل 3170 ميجافولت امبير وإجمالي الطاقة المتوقع شراؤها خلال السنة 5360 مليون ك.و.س.